# خارا، پنجاب
خارا (به انگلیسی: Khara) یک روستا در پاکستان است که در پنجاب واقع شده‌است.